# Daxlanden
Daxlanden ist ein Stadtteil von Karlsruhe in Baden-Württemberg.
Das frühere Fischerdorf liegt westlich der Karlsruher Innenstadt unweit des Rheins an der Alb. Daxlanden hat rund 12.000 Einwohner.
Der regionale Neckname der Bewohner ist Schlaucher.
Nach hiesiger Mundart wird Daxlanden Daxlanne ausgesprochen.

## Geschichte
1261 wird Daxlanden in einer Papsturkunde als „villa daslar“ erstmals erwähnt. Der Ort ist allerdings mit Sicherheit älter, worauf auch die Besitzverhältnisse des Klosters Weißenburg und des Klosters Gottesaue in Daxlanden hinweisen.
1396 wird die Appenmühle erstmals erwähnt, indem sie als Schenkung an das Spital in Baden (heute Baden-Baden) bestätigt wird. Sie blieb bis ins 18. Jahrhundert im Besitz des Spitals und war Bannmühle für die umliegenden Gemeinden Bulach, Beiertheim, Daxlanden, Mühlburg und Knielingen.
Erzbischof Friedrich zu Köln entschied 1407 einen Streit um Jagdrechte in der „Daheslarerau“ und anderen Gebieten zwischen dem König Rupprecht von Bayern und Markgraf Bernhard I. von Baden zugunsten des letzteren.
Um 1463 erhielt Daxlanden eine eigene Pfarrei; zuvor gehörte es kirchlich zu Forchheim. Bei der Teilung der Markgrafschaft Baden 1535 fiel Daxlanden an Baden-Baden und gehörte daraufhin zum Amt Ettlingen. Die Goldwäscherei im Goldgrund bei Daxlanden erlebte 1579 ihre Blütezeit. Ab dem 18. Jahrhundert wurde sie unergiebig.
Am 6. März 1651 ereignete sich die schlimmste Katastrophe für Daxlanden. Nach einem Dammbruch am Rhein wurden durch Hochwasser 700 Morgen Feld, 20 Häuser und die Kirche zerstört. Der halbe Ort war somit im Begriff, im Rhein zu versinken. Nach vielen Hochwasserkatastrophen, die den Ort heimgesucht hatten, wurde daher das neue Daxlanden auf dem Hochgestade zurückversetzt wieder errichtet.
Die im Dreißigjährigen Krieg zerstörte Appenmühle wurde 1665 wieder aufgebaut.
1673/77 wurden neue Rheindämme um Daxlanden und Rappenwört errichtet. Mehrmals hatte man bereits versucht, den Rhein durch Dammbau und Korrektionen zu bändigen.
1689 wurden der Ort und die Appenmühle wie auch die umliegenden Dörfer und Städte im Pfälzischen Erbfolgekrieg durch die Truppen König Ludwig XIV. von Frankreich zerstört.
Von 1819 bis 1821 erfolgte die Rheinkorrektion bei Daxlanden nach Plänen Johann Gottfried Tullas. Damit verlor der Ort jedoch seine Funktion als Schiffs- und Zollstation an Maxau. Rappenwört wurde nun endgültig rechtsrheinisch, da sich der Rheinverlauf nun nicht mehr änderte.
Durch Ableitung des Federbachs wurden 1850 die Fritschlach und der Kastenwört entwässert und so 1.700 Morgen wertvolles Land zur Bewirtschaftung gewonnen.
1894 kaufte die Stadt Karlsruhe die Appenmühle auf Daxlander Gemarkung mit der Gastwirtschaft, ein inzwischen beliebter Ausflugsort der Karlsruher. Nach einem Brand des Mühlgebäudes im Jahre 1895 wurde dieses im selben Jahr wieder aufgebaut.
Mit der Eröffnung des Rheinhafens 1901 in Mühlburg auf teilweise ehemals Daxlander Gemarkung wandelte sich auch die Erwerbsstruktur des Ortes. Durch die Arbeit in den Firmen in nahe gelegenen Industriegebieten des Rheinhafens und bei Grünwinkel wurde aus dem ehemaligen Fischer- und Bauerndorf immer mehr ein Arbeiterwohnort.
Am 1. Januar 1910 wurde Daxlanden mit 4.227 Einwohnern nach Karlsruhe eingemeindet.

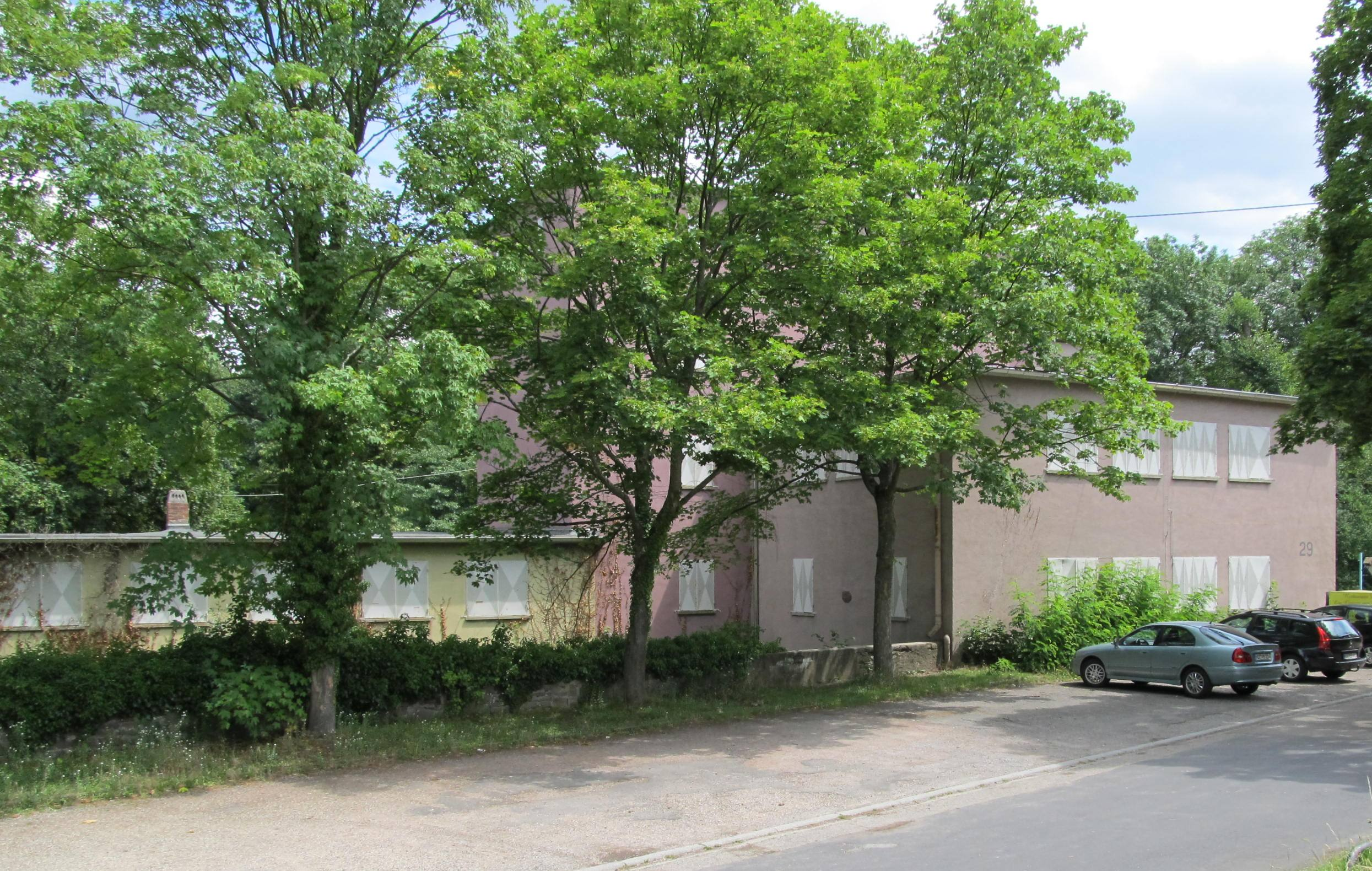
Appenmühle (2011), einst Mühle – heute Kraftwerk

## Besondere Gebäude
In Daxlanden liegt in der Fettweisstraße das Rheinhafen-Dampfkraftwerk Karlsruhe der EnBW Kraftwerke AG. An der Alb in Daxlanden findet sich die historisch bedeutsame Appenmühle, die nach Zerstörung im Zweiten Weltkrieg als Nachkriegsneubau und Umbau 2000 nun Strom durch Wasserkraft produziert. In der Nähe liegt der Bunker Appenmühle, ein Luftschutzbunker, der 1942/43 zum Schutz der Bevölkerung errichtet wurde und heute von Musikbands als Proberaum genutzt wird.

## Vereinsleben
Im Fußballverein Daxlanden 1912 spielten mit Emil Kutterer und August Klingler zwei Spieler der Nationalmannschaft. Heute betreibt er gemeinsam mit der DJK Daxlanden die Jugendabteilung SG/DJK FV Daxlanden.
Der Athletik-Sportverein Karlsruhe-Daxlanden 1921 ist bekannt durch die Deutsche Meisterin im Ringen 2009, Stefanie Stüber.
Die Kanuwanderer der überregional bekannten und bei der Kanu-WM 2007 mit sieben Medaillen erfolgreichen Rheinbrüder Karlsruhe haben ihr Bootshaus auf der Insel Rappenwört, die Teil von Daxlanden ist.

## Verkehr
In Daxlanden verkehren die Straßenbahnlinie 3 und die Stadtbahnlinie S2.